# FCバイエルン・ミュンヘンII
FCバイエルン・ミュンヘンII（ドイツ語: FC Bayern München II、旧称:バイエルン・ミュンヘン・アマチュア）は、ドイツ連邦共和国バイエルン州ミュンヘンを本拠地とする総合スポーツクラブ・FCバイエルン・ミュンヘンのサッカー部門のリザーブチームである。レギオナルリーガ・バイエルンに所属する。

## 概要
このチームはユース部門に所属する選手達がトップチームへ昇格するための最終ステップの役割を担っている。通常は18歳から23歳までの有望な若手選手により構成されているが、経験を与えることを目的に数人のベテラン選手を補強することもある。

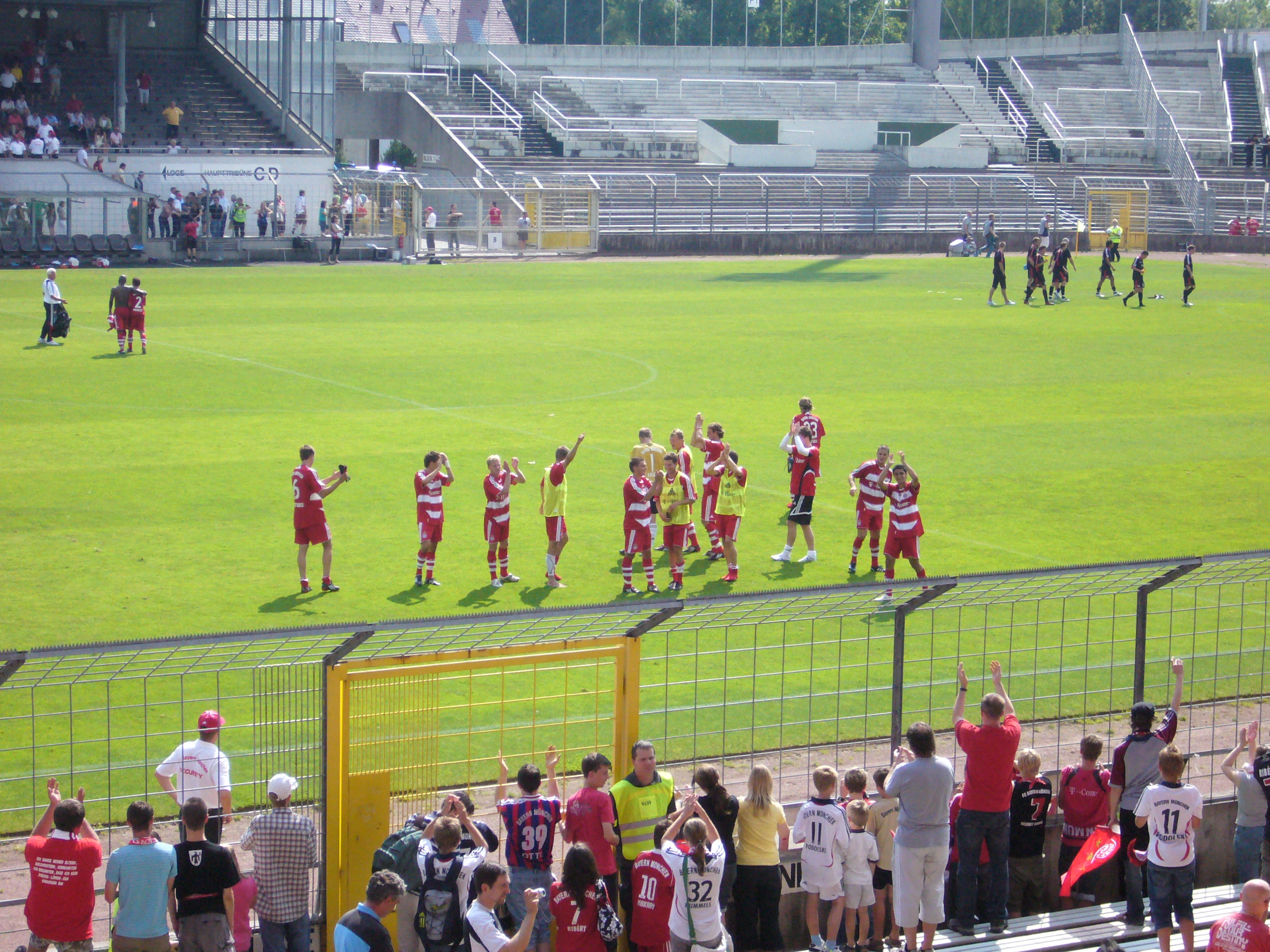
2008年の選手達

リーグ戦においては1978年からオーバーリーガ、1994年からレギオナルリーガ・ズュートに所属し、2003-04シーズンに同リーグで優勝。2007-08シーズンに創設された3. リーガへ参加資格を得ると、同シーズンは5位の成績を収めたが、2010-11シーズンは最下位となりレギオナルリーガへ降格した。これ以降はレギオナルリーガでのプレーが続いている。2013-14シーズンにレギオナルリーガ・バイエルンで優勝し、SCフォルトゥナ・ケルンとの昇格プレーオフに進出、2試合合計で2-2という結果に終わったがアウェイゴールの差で昇格を逃した。2018-19シーズンはふたたびレギオナルリーガ・バイエルンで優勝し、VfL ヴォルフスブルク IIとの昇格プレーオフに進出。1st Legは1-3、2nd Legは4-1、2試合合計で 5-4のスコアで勝利し、3.リーガに昇格した。2019-20シーズンには、セバスティアン・ヘーネス監督（現TSG1899ホッフェンハイム）のもと、昇格一年目で3.リーガ優勝という快挙を成し遂げた。規定により2. ブンデスリーガには昇格できないため2020-21シーズンも3. リーガでプレーしたが、一転して降格圏内の18位に終わりレギオナルリーガに降格した。
カップ戦ではドイツ・アマチュアサッカー選手権において2度の決勝進出の経験を持つが、1983年はMSVデュースブルクに1-4、1987年はFCホンブルクに0–2のスコアで敗れ準優勝という結果に終わった。また、DFBポカールにおいては1976-77シーズンにベスト16進出（トップチームとの兄弟対決となったが3-5のスコアで敗退）、1994-95シーズンにベスト8進出（VfLヴォルフスブルクに1-2のスコアで敗退）、2004-05シーズンにベスト8進出（ヴェルダー・ブレーメンに0-3のスコアで敗退）をした実績を持つが、2014年の時点ではリザーブチームのカップ戦出場は認められていない。
国際大会ではプレミアリーグ･インターナショナルカップの2018-19大会において優勝している。

## タイトル

### リーグ
- 3. リーガ：1回
  - 2019-20
- レギオナルリーガ・バイエルン : 2回
  - 2014, 2019
- レギオナルリーガ・ズュート : 1回
  - 2004
- 2.アマチュアリーガ・オーバーバイエルンA（英語版） : 1回
  - 1956
- ランデスリーガ・バイエルン＝ズュート（英語版、英語版） : 2回
  - 1967, 1973

### カップ
- バイエリッシャー・トト・ポカール（ドイツ語版） : 1回
  - 2002
- オーバーバイエルンカップ : 1回
  - 1995, 2001, 2002

### 国際大会
- IFAシールド（英語版） : 1回
  - 2005

- プレミアリーグ・インターナショナルカップ（英語版） : 1回
  - 2018

## 過去の成績
出典
| シーズン | ディビジョン                 | ディビジョン | ディビジョン | ディビジョン | ディビジョン | ディビジョン | ディビジョン | ディビジョン | ディビジョン |
| シーズン | リーグ                       | 試           | 勝           | 分           | 敗           | 得           | 失           | 点           | 順位         |
| -------- | ---------------------------- | ------------ | ------------ | ------------ | ------------ | ------------ | ------------ | ------------ | ------------ |
| 1994-95  | レギオナルリーガ・ズュート   | 34           | 12           | 12           | 10           | 42           | 44           | 36           | 7位          |
| 1995-96  | レギオナルリーガ・ズュート   | 34           | 9            | 11           | 14           | 34           | 47           | 38           | 13位         |
| 1996-97  | レギオナルリーガ・ズュート   | 34           | 12           | 10           | 12           | 49           | 52           | 46           | 8位          |
| 1997-98  | レギオナルリーガ・ズュート   | 32           | 15           | 3            | 14           | 45           | 44           | 48           | 6位          |
| 1998-99  | レギオナルリーガ・ズュート   | 34           | 13           | 10           | 11           | 53           | 41           | 49           | 8位          |
| 1999-00  | レギオナルリーガ・ズュート   | 34           | 15           | 6            | 13           | 64           | 58           | 51           | 5位          |
| 2000-01  | レギオナルリーガ・ズュート   | 34           | 12           | 8            | 14           | 52           | 55           | 44           | 9位          |
| 2001-02  | レギオナルリーガ・ズュート   | 34           | 13           | 9            | 12           | 58           | 51           | 48           | 10位         |
| 2002-03  | レギオナルリーガ・ズュート   | 36           | 16           | 9            | 11           | 51           | 35           | 57           | 4位          |
| 2003-04  | レギオナルリーガ・ズュート   | 34           | 17           | 13           | 4            | 71           | 33           | 64           | 1位          |
| 2004-05  | レギオナルリーガ・ズュート   | 34           | 14           | 10           | 10           | 51           | 38           | 52           | 6位          |
| 2005-06  | レギオナルリーガ・ズュート   | 34           | 11           | 9            | 14           | 34           | 44           | 42           | 12位         |
| 2006-07  | レギオナルリーガ・ズュート   | 34           | 11           | 13           | 10           | 41           | 37           | 46           | 8位          |
| 2007-08  | レギオナルリーガ・ズュート   | 34           | 12           | 11           | 11           | 53           | 42           | 47           | 8位          |
| 2008-09  | 3. リーガ                    | 38           | 14           | 17           | 7            | 54           | 38           | 59           | 5位          |
| 2009-10  | 3. リーガ                    | 38           | 15           | 9            | 14           | 55           | 65           | 54           | 8位          |
| 2010-11  | 3. リーガ                    | 38           | 7            | 9            | 22           | 30           | 54           | 30           | 19位         |
| 2011-12  | レギオナルリーガ・ズュート   | 34           | 8            | 10           | 16           | 43           | 54           | 34           | 14位         |
| 2012-13  | レギオナルリーガ・バイエルン | 38           | 21           | 10           | 7            | 71           | 31           | 73           | 2位          |
| 2013-14  | レギオナルリーガ・バイエルン | 36           | 25           | 4            | 7            | 94           | 33           | 79           | 1位          |
| 2014-15  | レギオナルリーガ・バイエルン | 34           | 22           | 6            | 6            | 60           | 28           | 72           | 2位          |
| 2015-16  | レギオナルリーガ・バイエルン | 34           | 14           | 10           | 10           | 54           | 38           | 52           | 6位          |
| 2016-17  | レギオナルリーガ・バイエルン | 34           | 15           | 13           | 6            | 62           | 40           | 58           | 2位          |
| 2017-18  | レギオナルリーガ・バイエルン | 36           | 22           | 8            | 6            | 84           | 41           | 74           | 2位          |
| 2018-19  | レギオナルリーガ・バイエルン | 34           | 22           | 7            | 5            | 72           | 30           | 73           | 1位          |
| 2019-20  | 3. リーガ                    | 38           | 19           | 8            | 11           | 76           | 60           | 65           | 1位          |
| 2020-21  | 3. リーガ                    | 38           | 8            | 13           | 17           | 47           | 58           | 37           | 18位         |
| 2021-22  | レギオナルリーガ・バイエルン | 38           | 26           | 8            | 4            | 113          | 50           | 86           | 2位          |
| 2022-23  | レギオナルリーガ・バイエルン |              |              |              |              |              |              |              | 位           |

## 歴代監督

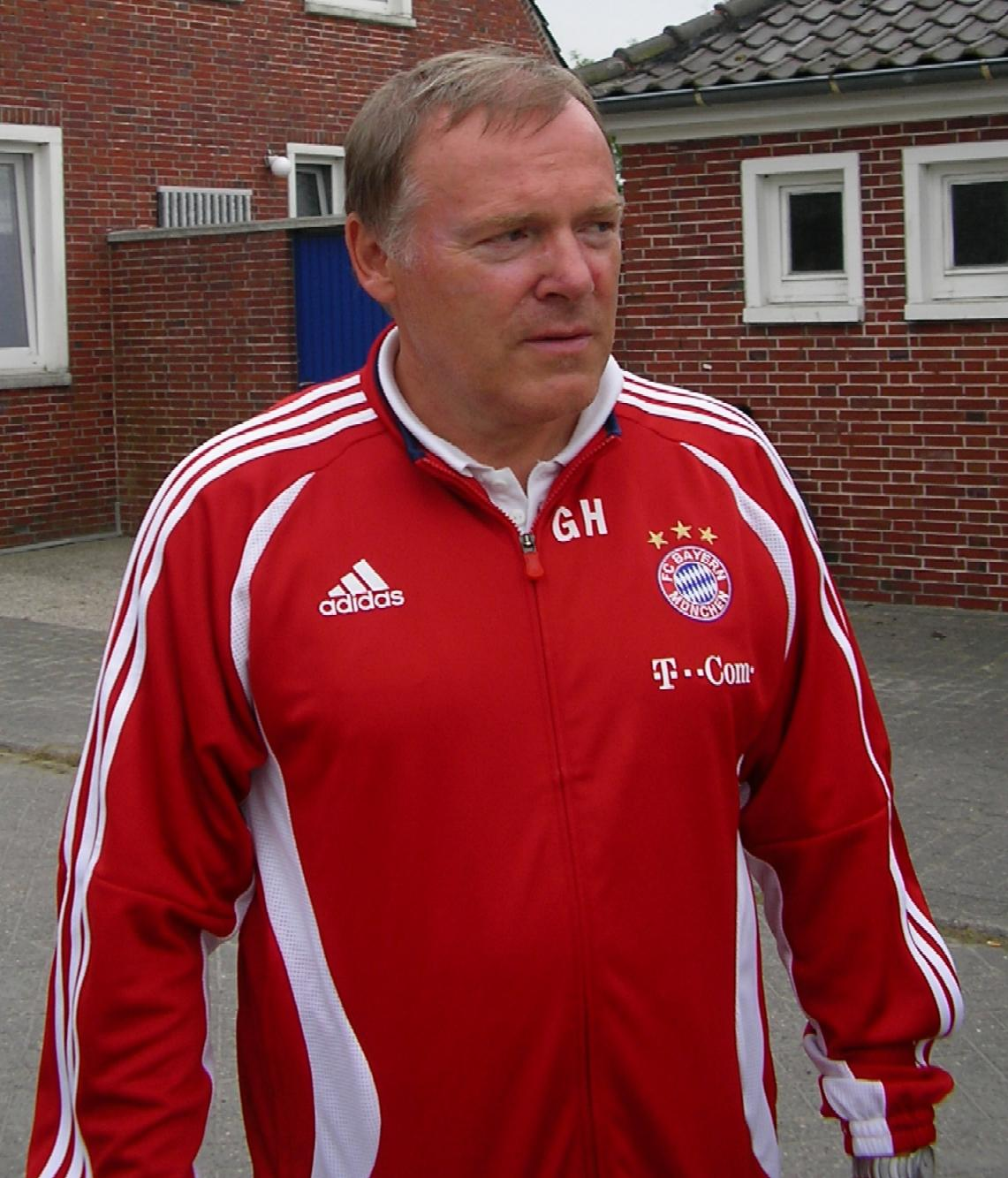
ヘルマン・ゲアラントは3度に渡ってチームを指揮した。

出典
- ヴェルナー・カーン（英語版） 1970–1977
- ハンス＝ヨアヒム・グレーベン（英語版）
- フリッツ・ビショフ（ドイツ語版） ?–1988
- ハンス＝ディーター・シュミット（英語版） 1988–1990
- ヘルマン・ゲアラント（英語版） 1990–1995
- ライナー・ウルリヒ（英語版） 1995–1998
- ウド・バセミール 1998–2001
- ヘルマン・ゲアラント 2001–2009
- メーメット・ショル 2009–2010
- ヘルマン・ゲアラント 2010–2011
- ライナー・ウルリヒ 2011.4 – 2011.6
- アンドリース・ヨンカー 2011–2012
- メーメット・ショル 2012–2013
- エリック・テン・ハフ 2013–2015
- ハイコ・フォーゲル（英語版） 2015-2017.3
- ダニー・シュヴァルツ（英語版） 2017.3-2017.6
- ティム・ヴァルター（英語版） 2017.7-2018.6
- ホルガー・ザイツ（ドイツ語版） 2018.7-2019.6
- セバスティアン・ヘーネス 2019.7-2020.7
- ホルガー・ザイツ 2020.8-2021.4
- ダニー・シュヴァルツ 2021.4-2021.6
- マルティン・デミチェリス 2021.4-2022.11
- ホルガー・ザイツ 2022.11-

## 歴代所属選手

### GK
- ミヒャエル・レンジング
- トーマス・クラフト

### DF
- マークス・シュタインヘーファー
- フィリップ・ラーム
- マッツ・フメルス
- ホルガー・バトシュトゥバー
- ダヴィド・アラバ
- ディエゴ・コンテント
- フェリックス・ゲッツエ
- マルコ・フリードル
- デリック・ケーン

### MF
- バスティアン・シュバインシュタイガー
- トニ・クロース
- エムレ・ジャン
- ピエール・エミール・ホイビュルク
- ニクラス・ドルシュ
- ズヴェズダン・ミシモヴィッチ
- リコ・シュトライダー
- ファビアン・ベンコ
- メリタン・シャバニ
- 福井太智

### FW
- シュテファン・マイヤーホーファー
- トーマス・ミュラー
- パトリック・ヴァイラウフ
- ユリアン・グリーン
- クワシ・オキア・ヴリード
- 宇佐美貴史